# Municipio de Johns
El municipio de Johns (en inglés: Johns Township) es uno de los diecisiete municipios ubicados en el condado de Appanoose en el estado estadounidense de Iowa. En el año 2000 el municipio tenía una población de 339 habitantes y una densidad poblacional de 3,6 personas por km². Además, en su territorio se encuentra una ciudad, Plano.

## Geografía
El municipio de Johns se encuentra ubicado en las coordenadas 40°46′07″N 93°02′24″O / 40.76861, -93.04000.